# Eleições estaduais no Piauí em 1962
As eleições estaduais no Piauí em 1962 ocorreram em 7 de outubro como parte das eleições gerais em 22 estados e nos territórios federais do Amapá, Rondônia e Roraima. Foram eleitos o governador Petrônio Portela, o vice-governador João Clímaco d'Almeida, os senadores José Cândido Ferraz e Sigefredo Pacheco, oito deputados federais e quarenta e dois estaduais na última eleição direta realizada antes do Regime Militar de 1964.
Nascido em Valença do Piauí, o advogado Petrônio Portela é formado pela Universidade Federal do Rio de Janeiro em 1951. Eleito suplente de deputado estadual via UDN em 1950, casou com Iracema Freitas, filha de seu adversário político, Pedro Freitas e a seguir conquistou um mandato na Assembleia Legislativa do Piauí em 1954. Com o apoio de Chagas Rodrigues, elegeu-se prefeito de Teresina em 1958, mas rompeu a aliança a fim de concorrer ao Palácio de Karnak. Até hoje, é o único a ser eleito por voto direto tanto prefeito de Teresina quanto governador do Piauí. Sua eleição representou a derradeira vez onde os piauienses elegeram seu governador pelo voto direto, situação que perdurou até a vitória de Hugo Napoleão em 1982.
Natural de Teresina, o contabilista João Clímaco d'Almeida formou-se em 1934 na Academia do Comércio do Maranhão. Funcionário do Banco Agrícola do Piauí, presidiu a Caixa Beneficente dos Servidores do Estado do Piauí e em 1947 ascendeu ao Conselho Administrativo do Estado, órgão federal responsável por julgar os decretos-leis dos interventores federais no Piauí. Filiado ao PSD, foi eleito vereador de Teresina em 1948, deputado estadual em 1950, 1954 e 1958 e por fim, vice-governador do Piauí em 1962.

## Resultado da eleição para governador
Foram apurados 185.027 votos nominais (80,35%), 35.203 votos em branco (15,29%) e 10.034 votos nulos (4,36%), resultando no comparecimento de 230.264 eleitores.
| Candidatos a governador do estado | Candidatos a vice-governador | Número | Coligação                                          | Votação | Percentual |
| --------------------------------- | ---------------------------- | ------ | -------------------------------------------------- | ------- | ---------- |
| Petrônio Portela UDN              | Ver abaixo -                 | -      | Oposições Coligadas (UDN, PSD, PDC, PSP, PST, PRT) | 112.285 | 60,69%     |
| Constantino Pereira PTB           | Ver abaixo -                 | -      | PTB (sem coligação)                                | 72.742  | 39,31%     |
| Fontes:                           |                              |        |                                                    |         |            |

## Resultado da eleição para vice-governador
Foram apurados 179.343 votos nominais (77,89%), 41.708 votos em branco (18,11%) e 9.213 votos nulos (4,00%), resultando no comparecimento de 230.264 eleitores.
| Candidatos a governador do estado | Candidatos a vice-governador | Número | Coligação                                          | Votação | Percentual |
| --------------------------------- | ---------------------------- | ------ | -------------------------------------------------- | ------- | ---------- |
| Ver acima -                       | João Clímaco d'Almeida PSD   | -      | Oposições Coligadas (UDN, PSD, PDC, PSP, PST, PRT) | 110.472 | 61,60%     |
| Ver acima -                       | Walter Alencar PTB           | -      | PTB (sem coligação)                                | 68.871  | 38,40%     |
| Fontes:                           |                              |        |                                                    |         |            |

## Resultado da eleição para senador
Foram apurados 366.436 votos nominais (79,56%), 81.812 votos em branco (17,77%) e 12.280 votos nulos (2,67%), resultando no comparecimento de 460.528 eleitores.
| Candidatos a senador da República | Candidatos a suplente de senador | Número | Coligação                                          | Votação | Percentual |
| --------------------------------- | -------------------------------- | ------ | -------------------------------------------------- | ------- | ---------- |
| José Cândido Ferraz UDN           | Manoel da Silva Dias PSD         | -      | Oposições Coligadas (UDN, PSD, PDC, PSP, PST, PRT) | 119.842 | 32,70%     |
| Sigefredo Pacheco PSD             | Cláudio Pacheco UDN              | -      | Oposições Coligadas (UDN, PSD, PDC, PSP, PST, PRT) | 99.770  | 27,23%     |
| Chagas Rodrigues PTB              | Alcides Nunes PTB                | -      | PTB (sem coligação)                                | 88.923  | 24,27%     |
| Waldemar Santos PTB               | Augusto Paranaguá PTB            | -      | PTB (sem coligação)                                | 57.901  | 15,80%     |
| Fontes:                           |                                  |        |                                                    |         |            |

## Deputados federais eleitos
São relacionados os candidatos eleitos com informações complementares da Câmara dos Deputados.

Representação eleita
  PSD: 3
  PTB: 3
  UDN: 2

FonteːTSE
| Deputados federais eleitos | Partido | Votação | Percentual | Cidade onde nasceu | Unidade federativa |
| Manoel Santos              | PSD     | 23.589  |            | Bom Jesus          | Piauí              |
| Heitor Cavalcanti          | UDN     | 19.844  |            | Paulistana         | Piauí              |
| Dirno Pires                | PSD     | 19.289  |            | Rio de Janeiro     | Rio de Janeiro     |
| Olímpio de Melo            | PTB     | 14.155  |            | Tarauacá           | Acre               |
| João de Moura Santos       | PSD     | 13.497  |            | Picos              | Piauí              |
| Ezequias Costa             | UDN     | 13.365  |            | Barras             | Piauí              |
| Chagas Rodrigues           | PTB     | 13.054  |            | Parnaíba           | Piauí              |
| Gaioso e Almendra          | PTB     | 12.707  |            | Teresina           | Piauí              |
| Fontes:                    |         |         |            |                    |                    |

## Deputados estaduais eleitos
O número de deputados estaduais eleitos foi elevado para quarenta e dois por força da Lei estadual n.º 2.773 de 9 de julho de 1962. A coligação de Petrônio Portela elegeu 26 representantes contra 16 de seus adversários.
| Deputados estaduais eleitos | Partido    | Votação | Percentual | Cidade onde nasceu  | Unidade federativa |
| Helvídio Nunes              | UDN        | 6.718   |            | Picos               | Piauí              |
| Severo Eulálio              | PTB        | 5.873   |            | Picos               | Piauí              |
| João Lobo                   | UDN        | 5.542   |            | Floriano            | Piauí              |
| José Alexandre              | PTB        | 4.843   |            |                     |                    |
| Pedro Borges                | PTB        | 4.501   |            |                     |                    |
| Alfredo Nunes               | PSD        | 4.471   |            | Regeneração         | Piauí              |
| Humberto Silveira           | PSD        | 4.458   |            | Jaicós              | Piauí              |
| Filadelfo Castro            | PTB        | 4.430   |            | Nova Iorque         | Maranhão           |
| Benoni Leal                 | PSD        | 4.069   |            | Valença do Piauí    | Piauí              |
| Sebastião Leal              | PSD        | 4.023   |            | Uruçuí              | Piauí              |
| Roberto Raulino             | UDN        | 3.749   |            | Altos               | Piauí              |
| Odilon Freitas              | PSD        | 3.693   |            | José de Freitas     | Piauí              |
| Nogueira Filho              | PTB        | 3.636   |            | Pedro II            | Piauí              |
| Djalma Veloso               | UDN        | 3.597   |            | Valença do Piauí    | Piauí              |
| Nelson Moura Fé             | UDN        | 3.541   |            | Simplício Mendes    | Piauí              |
| Machado Melo                | PTB        | 3.526   |            | Batalha             | Piauí              |
| Caio Damasceno              | PTB        | 3.515   |            | Paulistana          | Piauí              |
| Antônio Gaioso              | PSD        | 3.478   |            | Teresina            | Piauí              |
| Wilson Parente              | PSD        | 3.399   |            | Bom Jesus           | Piauí              |
| Deusdedit Cavalcanti        | UDN        | 3.379   |            | Paulistana          | Piauí              |
| Álvaro Melo                 | PTB        | 3.362   |            |                     |                    |
| Barroso de Carvalho         | PTB        | 3.351   |            | Picos               | Piauí              |
| José Odon Maia Alencar      | UDN        | 3.257   |            | Picos               | Piauí              |
| Pedro Portela               | PST        | 3.067   |            | Barras              | Piauí              |
| Themístocles Sampaio        | PTB        | 2.994   |            | Esperantina         | Piauí              |
| João Carvalho               | UDN        | 2.891   |            | Amarante            | Piauí              |
| Benjamin Lustosa            | UDN        | 2.853   |            |                     |                    |
| Paulo Ferraz                | UDN        | 2.849   |            | Teresina            | Piauí              |
| Raimundo Paixão             | PTB        | 2.837   |            |                     |                    |
| Celso Barros                | PDC        | 2.835   |            | Pastos Bons         | Maranhão           |
| Aluísio Costa               | [ nota 6 ] | 2.824   |            |                     |                    |
| Edson Rocha                 | PSD        | 2.809   |            | Jerumenha           | Piauí              |
| Waldemar Macedo             | UDN        | 2.755   |            | São Raimundo Nonato | Piauí              |
| Solon Aragão                | PTB        | 2.723   |            | Balsas              | Maranhão           |
| Wenceslau Sampaio           | UDN        | 2.710   |            | Buriti dos Lopes    | Piauí              |
| Bona Medeiros               | UDN        | 2.677   |            | União               | Piauí              |
| Solon Brandão               | [ nota 6 ] | 2.670   |            | Pedro II            | Piauí              |
| João Carvalho               | PTB        | 2.597   |            | Santana do Cariri   | Ceará              |
| David Paulo Alves           | PTB        | 2.409   |            |                     |                    |
| José Martins Nunes          | PTB        | 2.396   |            | Valença do Piauí    | Piauí              |
| Aluísio Ribeiro             | [ nota 6 ] | 2.370   |            | Amarante            | Piauí              |
| Deusdedit Ribeiro           | PTB        | 2.251   |            | Teresina            | Piauí              |
| Fontes:                     |            |         |            |                     |                    |